# Gerard Liefooghe
Gerard Liefooghe (Roeselare, 16 november 1957) is een Belgische politicus en burgemeester van Alveringem.

## Biografie
Liefooghe groeide in Alveringem op in een landbouwersgezin. Hij ging naar de middelbare school aan het College Veurne en studeerde daarna landbouwingenieur aan de Rijksuniversiteit Gent. Vanaf 1981 ging hij werken als vertegenwoordiger van een zadenbedrijf.
Na zijn studies raakte hij via toenmalig schepen Pieter Vanhauwe betrokken in het verenigingsleven in Alveringem en hij werd actief in het bestuur van verschillende verenigingen. In 2000 nam Liefooghe deel aan de gemeenteraadsverkiezingen voor de partij Gemeentebelangen en hij werd meteen verkozen tot schepen onder burgemeester Marc Wackenier van de lijst PRO, waarmee Gemeentebelangen een coalitie vormde.
Bij de verkiezingen van 2006 verloor Gemeentebelangen een zetel, terwijl PRO van burgemeester Wackenier vooruit ging. Gemeentebelangen vormde echter een meerderheid met de CD&V/N-VA, verwees Wackenier naar de oppositie en Liefooghe werd zo vanaf 2007 burgemeester.